# Co-Living
Co-Living ist eine Bezeichnung für gemeinschaftliches Wohnen auf Zeit – meist in urbanen Räumen. Der Unterschied zum Cohousing besteht vor allem darin, dass es sich dort meist um ganze Wohnhäuser handelt, die im Besitz der Eigentümer sind. Das Co-Living wird in der Regel durch einen Betreiber in größeren Immobilien organisiert.

## Apartment-Struktur
Die Apartments in Co-Living-Gebäuden gibt es als Einzelapartments und als Clusterwohnungen. Clusterwohnungen sind kleine, in sich geschlossene Ein- bis Zwei-Zimmer-Apartments, die an gemeinsame Wohnzimmer, Badezimmer und Balkone anschließen. Sie lassen sich mit einer üblichen Wohngemeinschaft vergleichen. Clusterwohnungen sind Teil des übergreifenden Co-Living-Gebäudes, wo je nach Konzept zusätzliche Gemeinschaftsangebote bestehen. Einzelapartments sind vollständig geschlossen und bieten keine geteilten Räumlichkeiten.
Betreiber schließen in der Regel Verträge mit Eigentümern, Projektentwicklern oder Investoren, um ein bereits errichtetes Gebäude in einen Shared Space umzuwandeln. Gestaltet werden dann Räume nach den Bedürfnissen der jeweiligen Zielgruppe. Diese Transformation umfasst Konstruktion, Renovierung, Innenausbau und Möblierung.
Das Konzept Co-Living entwickelt sich in Deutschland langsam, während sich der Trend in den USA und Japan in den letzten Jahren stark verbreitet hat.

## Rechtliche Lage
Die Rechtslage von Co-Living ist bisher unklar. Nach der Rechtsprechung in Deutschland gelten zwischen Betreiber und Bewohner die Bestimmungen des allgemeinen Mietrechts. Zwischen Investor und Betreiber können allerdings auch  Bestimmungen des Gewerberechts gelten, wenn der Betreiber alle Flächen, die der Investor sein Eigentum nennt, direkt von ihm anmietet – wenn er also als gewerblicher Zwischenmieter fungiert. Wenn lediglich ein Dienstleistungsverhältnis besteht, bleibt es beim Wohnraummietverhältnis zwischen Betreiber und Mieter.